# Tibério Alfarano
Tibério Alfarano (Gerace, 1525-Roma, 1596) foi um clérigo, homem de letras e historiador italiano.

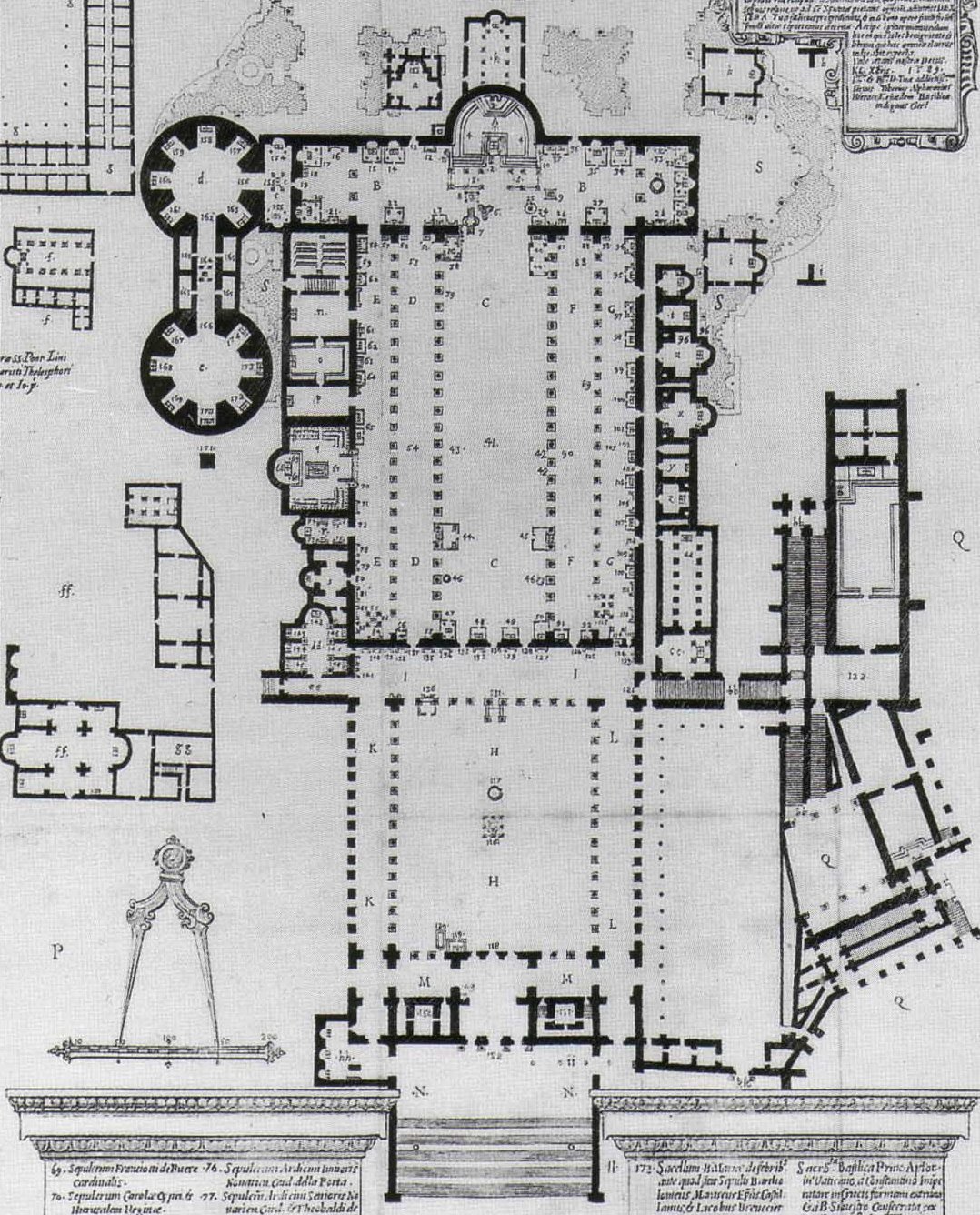
Detalhe da planta da antiga e nova Basílica de São Pedro realizada por Tibério Alfarano em 1588 e publicado em 1590

## Biografia
Chegou a Roma por volta de 1544. Desde 1547 foi clérigo beneficiado pela Basílica de São Pedro do Vaticano. Em 1558 iniciou a sua actividade como historiador desta basílica a pedido do seu protector Giacomo Ercolano, canónico do templo. Realizou o seu trabalho com base no já realizado por Pietro Mallio na sua obra Descriptio Basilicae Vaticanae (século XII).
Em 1582 compilou o que seria a sua obra principal De basilicae vaticanae antiquissima et nova structura. Este trabalho inclui extensas descrições da antiga Basílica de São Pedro do Vaticano, que estava a ser demolida para construir um novo edifício; como três plantas de detalhe da basílica correspondentes a 1571, 1576 e 1588 (publicadas em 1590).